# Säkerhet, territorium, befolkning
Säkerhet, territorium, befolkning (originaltitel: Securite, territoire, population) är det andra bandet i den svenska utgivningen av Michael Foucaults föreläsningar på Collège de France. En av de teser som Foucault driver i föreläsningarna är att 1700-talets maktteknologi, som strävade efter att "administrera befolkningen med utgångspunkt i en kunskap om dess specifika kännetecken" var oskiljbar från liberalismen. Åtminstone om man med liberalismen avser principen att på regeringsnivå att ”låta saker ha sin gång” (även kallat för "låtgå-liberalism"). Boken är uppdelad i 13 kapitel och varje kapitel beskriver separata föreläsningar.